# Onward: Keine halben Sachen
Onward: Keine halben Sachen (Originaltitel: Onward) ist ein computeranimierter US-amerikanischer Spielfilm von Dan Scanlon aus dem Jahr 2020. Der Fantasyfilm von Pixar wurde am 21. Februar 2020 im Rahmen der 70. Berlinale uraufgeführt. Der reguläre Kinostart in Deutschland war am 5. März 2020.

## Handlung
Vor Jahrtausenden war Magie in einer Welt, die von mythischen Kreaturen bewohnt wurde, alltäglich, wenn auch schwer zu meistern. Nach dem technologischen Fortschritt im Laufe der Jahrhunderte wurde Magie obsolet und weitgehend vergessen.
In der heutigen Zeit ist Ian Lightfoot ein Elf im Teenageralter, der mit mangelndem Selbstvertrauen zu kämpfen hat; sein älterer Bruder, Barley, ist ein begeisterter und impulsiver Rollenspieler. An Ians sechzehntem Geburtstag schenkt die Mutter der Jungen, Laurel, ihren Söhnen ein Geschenk von ihrem Vater Wilden, der kurz vor der Geburt von Ian starb: ein magischer Stab, ein seltener Phönixstein und ein Brief, der einen „Besuchszauber“ beschreibt, der Wilden für einen einzigen Tag wiederbeleben kann. Ian gelingt es, den Zauber zu wirken, ist aber, unterbrochen von Barley, nicht in der Lage, ihn zu beenden. Infolgedessen wird nur die untere Hälfte von Wildens Körper restauriert, bevor der Edelstein zerfällt. Die Brüder begeben sich auf die Suche nach einem weiteren Juwel, um den Zauber vor Sonnenuntergang zu vollenden und nehmen Barleys geliebten Van „Krimhild“. Laurel entdeckt das leere, von der Zauberei verwüstete Zimmer und geht los, um nach ihnen zu suchen.
In der Hoffnung, eine Karte zu einem anderen Juwel zu finden, besuchen Ian und Barley die „Taverne des Manticore“ – einst ein Treffpunkt für Möchtegern-Abenteurer, jetzt ein Familienrestaurant, das von einem Mantikor („Corey“) verwaltet wird. Während Corey mit Ian über die Karte streitet, erkennt sie, wie unerfüllt ihr Leben geworden ist, verliert die Beherrschung und setzt versehentlich das Restaurant und die Karte in Brand. Der einzige Hinweis der Brüder auf das Juwel ist die Platzkarte des Kindermenüs, das den „Rabensblick“, einen nahe gelegenen Berg, markiert. Laurel trifft ein und freundet sich mit Corey an, die Laurel warnt, dass der Edelstein von einem Fluch bewacht wird, der nur von einem verzauberten Schwert besiegt werden kann. Nachdem sie einem Pfandhaus das Schwert stehlen, machen sie sich auf die Suche nach Ian und Barley.
Auf seiner Reise in die Berge schlägt Barley vor, dem zu folgen, was er den „Weg der Wagnis“ nennt, aber Ian besteht darauf, die Autobahn zu nehmen. Auf ihrer Reise beginnt Ian, Zaubersprüche zu meistern, die sich in einem Zauberbuch Barleys befinden, das eigentlich aus einem Rollenspiel stammt, aber laut Barley historisch korrekt ist. Sie entkommen knapp einer Motorradbande von Pixies an einer Tankstelle und haben eine angespannte Begegnung mit der Polizei, bei der sich die Jungen als Freund ihrer Mutter, Colt Bronco, tarnen, während der Ian versehentlich enthüllt, dass er Barley für einen Versager hält. Um sich zu entschuldigen, stimmt Ian zu, dem Weg der Wagnis zu folgen. Ians Selbstvertrauen wird gestärkt, als er erfolgreich einen Zauber verwendet, der es ihm ermöglicht, durch die Luft einen Canyon zu überqueren. Dabei verliert er das Sicherungsseil, schafft es aber trotzdem gerade so. Bronco holt die Jungen ein und zwingt sie, nach Hause zu kommen. Dem stimmt Ian zu, aber als er den Van startet, fährt er weg, was zu einer wilden Verfolgungsjagd der Polizei führt. Während sie von der Polizei verfolgt werden, opfert Barley Krimhild, um einen Erdrutsch zu verursachen und ihre Verfolger zu blockieren.
Der „Rabensblick“ erweist sich als eine Reihe von Rabenstatuen, die sie in eine Höhle führen. Als sie die Höhle erkunden, gesteht Barley, dass er damals zu viel Angst gehabt hatte, sich von Wilden zu verabschieden, als dieser starb. Die Brüder weichen einer Reihe von Fallen aus, darunter ein Gelatinewürfel, der alles auflöst, was er berührt. Sie kommen durch einen Kanaldeckel aus der Höhle heraus und befinden sich zu ihrer Überraschung wieder vor Ians High School.
Ian streitet sich mit Barley, weil er sie auf eine scheinbar sinnlose Quest geführt hat, und geht mit Wildens Unterkörper weg, um die Zeit, die er noch mit seinem Vater hat, mit diesem zu verbringen. Ian liest seine Liste der Dinge, die er mit Wilden tun wollte, und erkennt, dass Barley sein ganzes Leben lang eine Vaterfigur für ihn war, und kehrt zurück, um Wiedergutmachung zu leisten. Barley, der sich weigert aufzugeben, entdeckt das benötigte Juwel in einem Brunnen gegenüber der Schule und holt es zurück, was unwissentlich den Fluch auslöst, von dem Corey sprach: ein Steindrachen, der sich aus Teilen des Schulgebäudes zusammensetzt. Corey und Laurel kommen an und lenken den Drachen lange genug ab, damit Ian den Besuchszauber beenden kann, aber sie sind nicht in der Lage, den Drachen alleine zu besiegen. Ian rennt davon, um gegen den Drachen zu kämpfen, sodass sich Barley von Wilden endlich verabschieden kann. Er nutzt die magischen Fähigkeiten, die er gelernt hat, um den Drachen zu besiegen, indem er Coreys Schwert in dessen Herz treibt. Ian ist hinter einem Schutthaufen gefangen und sieht Wildens Körper kurz wieder auftauchen, um mit Barley zu sprechen. Nachdem Wilden sich aufgelöst hat, sagt Barley Ian, dass ihr Vater stolz auf ihn ist, und die Brüder umarmen sich.
Einige Zeit später, als die Welt beginnt, die magischen Künste der Vergangenheit wiederzuentdecken, begeben sich die Brüder auf eine neue Suche.

## Hintergrund

### Produktion
Auf der Expo D23 von Pixars Mutterkonzern Walt Disney Company kündigte im Juli 2017 John Lasseter, CCO von Pixar, einen Fantasyfilm an, der in einer Vorstadt einer fiktiven Welt angesiedelt ist. Dabei wurden Kori Rae als Produzentin und Dan Scanlon als Regisseur bekanntgegeben. Scanlon schrieb ferner das Drehbuch. Auf der D23 gab Scanlon bekannt, dass die Geschichte vom Tod seines Vaters inspiriert ist, der starb, als Scanlon ein Jahr alt war. Nachdem Scanlon mit seinem Bruder eine kurze Audioaufnahme seines Vaters anhörte, dachte er darüber nach, wer sein Vater war. Hieraus entwickelte sich das Filmkonzept. Am 12. Dezember 2018 wurde bekanntgegeben, dass der Streifen am 6. März 2020 in den Kinos erscheint. Zugleich erhielt das bis dahin noch unbetitelte Projekt den Titel Onward und als Synchronsprecher für das englischsprachige Original wurden Chris Pratt, Tom Holland, Julia Louis-Dreyfus sowie Octavia Spencer bekanntgegeben. In Deutschland erschien Onward bereits am 5. März 2020 mit dem ergänzenden Untertitel Keine halben Sachen. Am 16. April 2019 wurden Mychael Danna und Jeff Danna als Verantwortliche für die Filmmusik bekanntgegeben.

### Synchronisation
| Rolle                                    | Originalsprecher    | Deutscher Sprecher |
| ---------------------------------------- | ------------------- | ------------------ |
| Ian Lightfoot                            | Tom Holland         | Christian Zeiger   |
| Barley Lightfoot                         | Chris Pratt         | Leonhard Mahlich   |
| Laurel Lightfoot, Ian und Barleys Mutter | Julia Louis-Dreyfus | Annette Frier      |
| Wilden Lightfoot, Ian und Barleys Vater  | Kyle Bornheimer     | Sascha Rotermund   |
| Der Mantikor                             | Octavia Spencer     | Martina Treger     |
| Colt Bronco, Zentaur                     | Mel Rodriguez       | Lutz Schnell       |
| Officer Specter                          | Lena Waithe         | Kathrin Gaube      |
| Officer Gore                             | Ali Wong            | Magdalena Höfner   |
| Officer Avel                             | George Psarras      | Armin Schlagwein   |
| Dewdrop                                  | Grey Griffin        | Cathlen Gawlich    |
| Fennwick                                 | John Ratzenberger   | Stefan Bergel      |
| Gaxton                                   | Wilmer Valderrama   | Frank Schaff       |
| Grecklin                                 | Tracey Ullman       | Beate Gerlach      |

### Vermarktung
Ein Teaser-Trailer von Onward wurde auf dem US-amerikanischen Fernsehsender ABC während des Game 1 der NBA Finals im Mai 2019 gezeigt.

## Rezeption

### Einspielergebnis
Der Film befindet sich auf Platz 16 (Stand: 5. September 2023) der finanziell erfolgreichsten Filme des Jahres 2020.

### Auszeichnungen
Annie Awards 2021
- Nominierung als Bester Film
- Nominierung für das Beste Drehbuch (Dan Scanlon, Jason Headley & Keith Bunin)
- Nominierung für die Beste Synchronisation (Tom Holland)
- Nominierung für die Beste Figurenanimation (Shaun Chacko)
- Nominierung für die Beste Filmmusik (Mychael Danna & Jeff Danna)
- Nominierung für das Beste Szenenbild (Noah Klocek, Sharon Calahan, Huy Nguyen, Bert Berry & Paul Conrad)
- Nominierung für den Besten Schnitt (Catherine Apple, Anna Wolitzky & Dave Suther)[14]

Art Directors Guild Awards 2021
- Nominierung in der Kategorie „Animationsfilm“ (Noah Klocek)[15]

Artios Awards 2021
- Nominierung in der Kategorie Animation[16]

Black Reel Awards 2021
- Nominierung für die Beste Synchronleistung (Octavia Spencer)[17]

British Academy Film Awards 2021
- Nominierung als Bester Animationsfilm[18]

Chicago Film Critics Association Awards 2020
- Nominierung als Bester Animationsfilm[19]

Cinema Audio Society Awards 2021
- Nominierung in der Kategorie „Animationsfilm“[20]

Critics’ Choice Super Awards 2021
- Nominierung als Bester Animationsfilm
- Nominierung als Bester Synchronsprecher in einem Animationsfilm (Tom Holland)
- Nominierung als Bester Synchronsprecher in einem Animationsfilm (Chris Pratt)
- Nominierung als Beste Synchronsprecherin in einem Animationsfilm (Octavia Spencer)[21]

Eddie Awards 2021
- Nominierung für den Besten Schnitt in einem Animationsfilm (Catherine Apple)[22]

Golden Globe Awards 2021
- Nominierung als Bester Animationsfilm[23]

Golden Reel Awards 2021
- Nominierung für den Besten Tonschnitt in einem Animationsfilm[24]

Grammy Awards 2021
- Nominierung als Best Song Written For Visual Media („Carried Me With You“ – Brandi Carlile, Phil Hanseroth & Tim Hanseroth)[25]

Guild of Music Supervisors Awards 2021
- Nominierung für den Besten Filmsong („Carried Me with You“ – Brandi Carlile, Phil Hanseroth, Tim Hanseroth & Tom MacDougall)[26]

NAACP Image Awards 2021
- Nominierung als Bester Animationsfilm[27]

Nickelodeon Kids’ Choice Awards 2021
- Nominierung als Bester Animationsfilm
- Nominierung als Bester Synchronsprecher in einem Animationsfilm (Chris Pratt)[28]

North Carolina Film Critics Association Awards 2021
- Nominierung als Bester Animationsfilm[29]

Online Film Critics Society Awards 2021
- Nominierung als Bester animierter Spielfilm[30]

Oscarverleihung 2021
- Nominierung als Bester Animationsfilm (Dan Scanlon und Kori Rae)

People’s Choice Award 2020
- Auszeichnung als Familienfilm des Jahres[31]

Producers Guild of America Awards 2021
- Nominierung als Bester Animationsfilm (Kori Rae)[32]

Saturn-Award-Verleihung 2021
- Nominierung als Bester Animationsfilm

VES Awards 2021
- Nominierung für die Besten visuellen Effekte in einem Animationsfilm
- Nominierung als Beste animierte Figur in einem Animationsfilm („Dad Pants“)
- Nominierung für die Beste animierte Umgebung in einem Animationsfilm („Swamp Gas“)
- Nominierung für die Beste Simulation von Effekten in einem Animationsfilm[33]